# 博因顿比奇
博因顿比奇是美国佛罗里达州下属的一座城市，建立于1907年，面积约为42.1平方公里（约合16.3平方英里）。根据2020年美國人口普查，该市有人口80,380人。论人口在本州排行第32。